# Ризерфорд, Роберт
Роберт Кертис Ризерфорд (англ. Robert Curtis Retherford; 1912—1981) —  американский физик, аспирант Уиллиса Лэмба в Колумбийской радиационной лаборатории. В 1947 году Ризерфорд и Лэмб провели знаменитый эксперимент, выявивший лэмбовский сдвиг в тонкой структуре спектра атома водорода, решающий экспериментальный шаг к новому пониманию квантовой электродинамики. В 1955 году за эту работу Уиллис Юджин Лэмб был удостоен Нобелевской премии.